# Association Sportive Forézienne Andrézieux-Bouthéon
O Association Sportive Forézienne Andrézieux-Bouthéon é um clube de futebol com sede em Andrézieux-Bouthéon, França. A equipe compete no Championnat de France Amateur.

## História
O clube foi fundado em 1947.